# Пожижевская
Пожижевская (Пожежевская) — одна из вершин Украинских Карпат. Высота — 1822 м. Расположена на границе Ивано-Франковской иЗакарпатской областей, в северо-западной части хребта Черногора, между вершинами Брескул (на северо-западе) и Данциж (на юго-востоке). Рельеф и растительность вершины — типичные для гор Черногоры. Западные склоны Пожижевской приходят крутыми скалистыми обрывами. В котловине, к югу от вершины, расположены два высокогорных озера, среди которых Верхнее озеро. Между вершинами Пожижевской и Данцижа расположена низкая (около 1725 м) седловина Черногорского хребта. Юго-западные склоны спускаются в долину ручья Озёрного.
На пологом склоне под названием Пожижевская полонина, в северо-восточном направлении, на высоте 1550 м расположена метео, а также биостанция — отделения Института экологии Карпат НАН Украины. Исследования начались здесь в 1899 году, а само здание заложено в 1901 г. Инициатором строительства и его реализатором был доктор Игнаций Шишилович, ботаник-агроном. В годы Первой мировой войны здание и опытные участки были уничтожены. Имеющиеся теперь дома были построены в 70-х и 80-х годах XX в. В начале функционирования станции проводились исследования на предмет адаптации альпийских растений в коммерческих целях, совершенствование методов выпаса овец и экспериментов по использованию искусственных удобрений.
Неподалёку от вершины Пожижевская проходила бывшая граница Польши и Чехословакии (столбец № 37).